# Robert E. Ireland
Robert E. Ireland (1929 - 4 février 2012) est un chimiste américain et professeur titulaire de la chaire Thomas Jefferson de chimie à l'Université de Virginie. Il est surtout connu pour son manuel Organic Synthesis et ses contributions à la réaction chimique de réarrangement Irlande-Claisen.

## Carrière académique
Ireland obtient son AB en chimie en 1951 au Amherst College et son doctorat en chimie en 1954 de l'Université du Wisconsin avec William Summer Johnson, et effectue son travail postdoctoral à Université de Californie à Los Angeles avec William Gould Young. En 1956, il rejoint le département de chimie de l'Université du Michigan. En 1965, il devient professeur de chimie organique au California Institute of Technology. En 1985, il devient directeur de l'Institut de recherche Merrell Dow à Strasbourg, France. Un an plus tard, il devient président du département de chimie de l'Université de Virginie,,?
Il reçoit le Prix Ernest Guenther en 1977
Ireland est marié à sa femme Margaret et a deux fils, Mark et Robert.